# Antonio Cifariello
Antonio Cifariello (Nápoles, Italia, 19 de mayo de 1930 - Lusaka, Zambia, 12 de diciembre de 1968) fue un actor y documentalista italiano.

## Biografía
Hijo del escultor Filippo Cifariello y de la alemana Anna Maria Marzell, se graduó en el Centro Experimental de Cine.
Debutó en la película Eran trecento... (La spigolatrice di Sapri), dirigida por Gian Paolo Callegari y estrenada en 1952. Su carrera tuvo un rápido ascenso, también gracias a sus actuaciones en películas como Villa Borghese de Vittorio De Sica o L'amore in città de Federico Fellini. En su breve pero intensa trayectoria como actor trabajó en varias películas, generalmente interpretando el papel de joven de buen aspecto y seductor, típico de la Commedia all'italiana, y trabajando también para directores de renombre como Dino Risi, Luigi Comencini, Mario Camerini o Valerio Zurlini.
Además, participó en algunas series de televisión como Il dottor Antonio (1954), basada en la novela homónima de Giovanni Ruffini, siendo la primera serie de la televisión italiana, y Le avventure di Nicola Nickleby (1958), basada en la novela Nicholas Nickleby de Charles Dickens.
Se casó con Patrizia Della Rovere, joven actriz quien se destacó en el conocido programa de televisión Il Musichiere; de este matrimonio nació el compositor Fabio Cifariello Ciardi. Posteriormente, se unió sentimentalmente a la actriz Annie Gorassini, que fue la pareja de Cifariello hasta su fallecimiento.
A comienzos de los años 1960, actuó en algunas películas rodadas en España y en los Estados Unidos, como Margarita se llama mi amor, de Tito Fernández, o Los hijos del capitán Grant (In search of the Castaways), producida por la Disney y dirigida por Robert Stevenson.
En los años 1960, a la actividad de actor sumó su trabajo como documentalista para RAI, que lo llevó a tener numerosos viajes por el mundo. En uno de estos viajes, concretamente en Zambia, falleció con solo 38 años debido a un accidente de avión.

## Filmografía
- Eran trecento... (La spigolatrice di Sapri), de Gian Paolo Callegari (1952)
- Africa sotto i mari, de Giovanni Roccardi (1953)
- Agenzia matrimoniale, episodio de L'amore in città, de Federico Fellini (1953)
- Serve e soldati, episodio de Villa Borghese, de Gianni Franciolini (1953)
- Eva nera, de Giuliano Tomei (1953)
- Donne proibite, de Giuseppe Amato (1954)
- Carosello napoletano, de Ettore Giannini (1954)
- Le signorine dello 04, de Gianni Franciolini (1955)
- Le ragazze di San Frediano, de Valerio Zurlini (1955)
- La bella di Roma, de Luigi Comencini (1955)
- Racconti romani, de Gianni Franciolini (1955)
- Pan, amor y... (Pane, amore e...), de Dino Risi (1955)
- I quattro del getto tonante, de Fernando Cerchio (1955)
- La donna del giorno, de Francesco Maselli (1956)
- Suor Letizia, de Mario Camerini (1956)
- Peccato di castità, de Gianni Franciolini (1956)
- Noi siamo le colonne, de Luigi Filippo D'Amico (1956)
- La donna del giorno, de Francesco Maselli (1956)

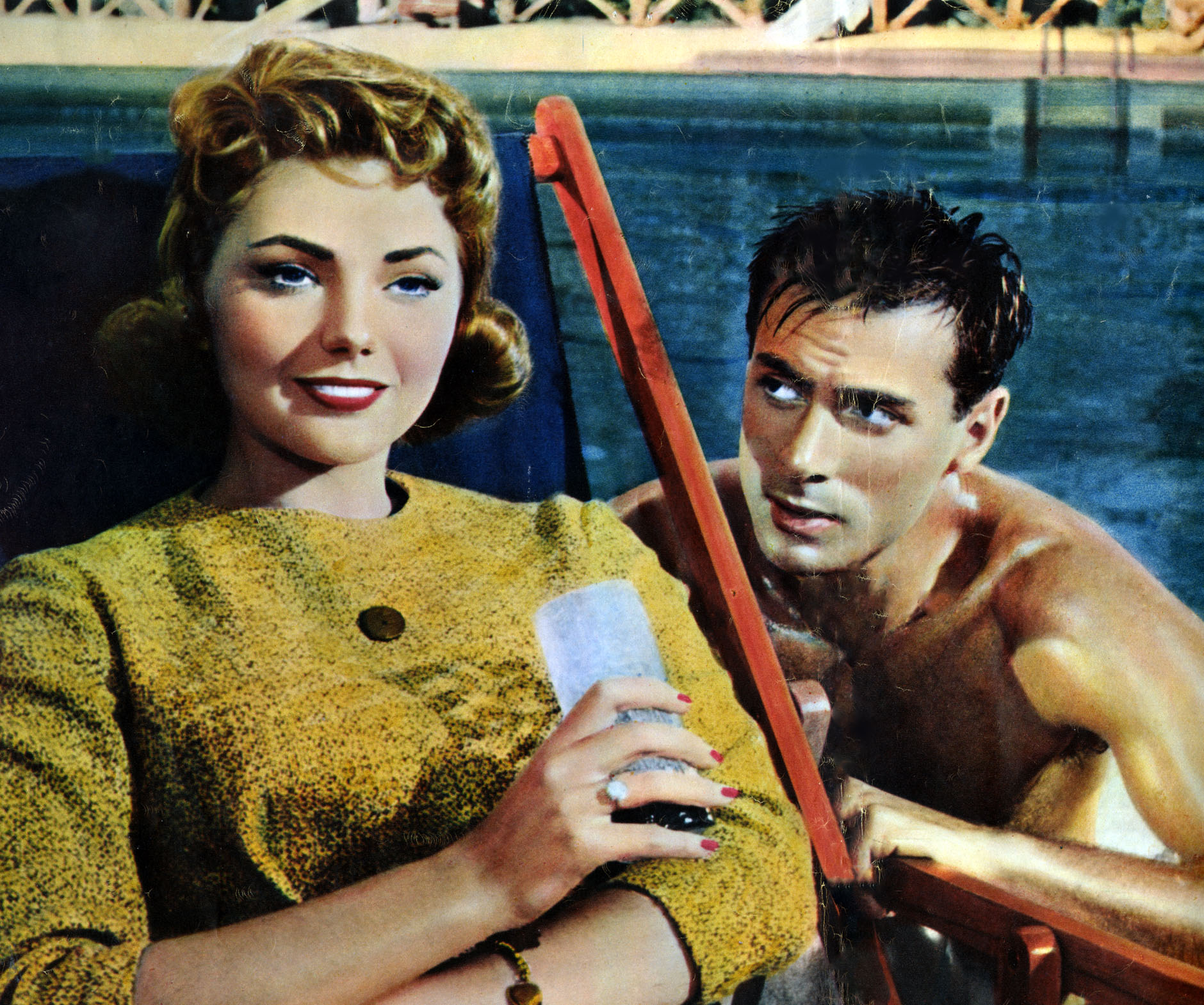
Antonio Cifariello y Sylva Koscina en la película de 1958 Giovani mariti, dirigida por Mauro Bolognini.

- Operazione notte, de Giuseppe Bennati (1957)
- Souvenir d'Italie, de Antonio Pietrangeli (1957)
- La mina, de Giuseppe Bennati (1957)
- Vacanze a Ischia, de Mario Camerini (1957)
- Amanti senza peccato, de Mario Baffico (1957)
- Le avventure di Nicola Nickleby (1958) - serie TV
- Giovani mariti, de Mauro Bolognini (1958)
- Auferstehung, de Rolf Hansen (1958)
- Le bellissime gambe di Sabrina, de Camillo Mastrocinque (1958)
- L'amore nasce a Roma, de Mario Amendola (1958)
- Promesse di marinaio, de Turi Vasile (1958)
- Uomini e nobiluomini, de Giorgio Bianchi (1959)
- Ciao, ciao bambina! (Piove), de Sergio Grieco (1959)
- Costa Azzurra, de Vittorio Sala (1959)
- Brevi amori a Palma di Majorca, de Giorgio Bianchi (1959)
- Roulotte e roulette, de Turi Vasile (1959)
- Questo amore ai confini del mondo, de Giuseppe Maria Scotese (1960)
- A qualcuna piace calvo, de Mario Amendola (1960)
- I masnadieri, de Mario Bonnard (1961)
- Margarita se llama mi amor, de Tito Fernández (1961)
- Jessica, de Jean Negulesco, de Oreste Palella (1962)
- La bella Lola, de Alfonso Balcázar (1962)
- In Search of the Castaways, de Robert Stevenson (1962)
- Giuseppe w Warszawie, de Stanislaw Lenartowicz (1964)[8][9]